# Neolaparus holotaenia
Neolaparus holotaenia är en tvåvingeart som beskrevs av Speiser 1910. Neolaparus holotaenia ingår i släktet Neolaparus och familjen rovflugor.
Artens utbredningsområde är Tanzania. Inga underarter finns listade i Catalogue of Life.